# Paolo Emilio Zacchia

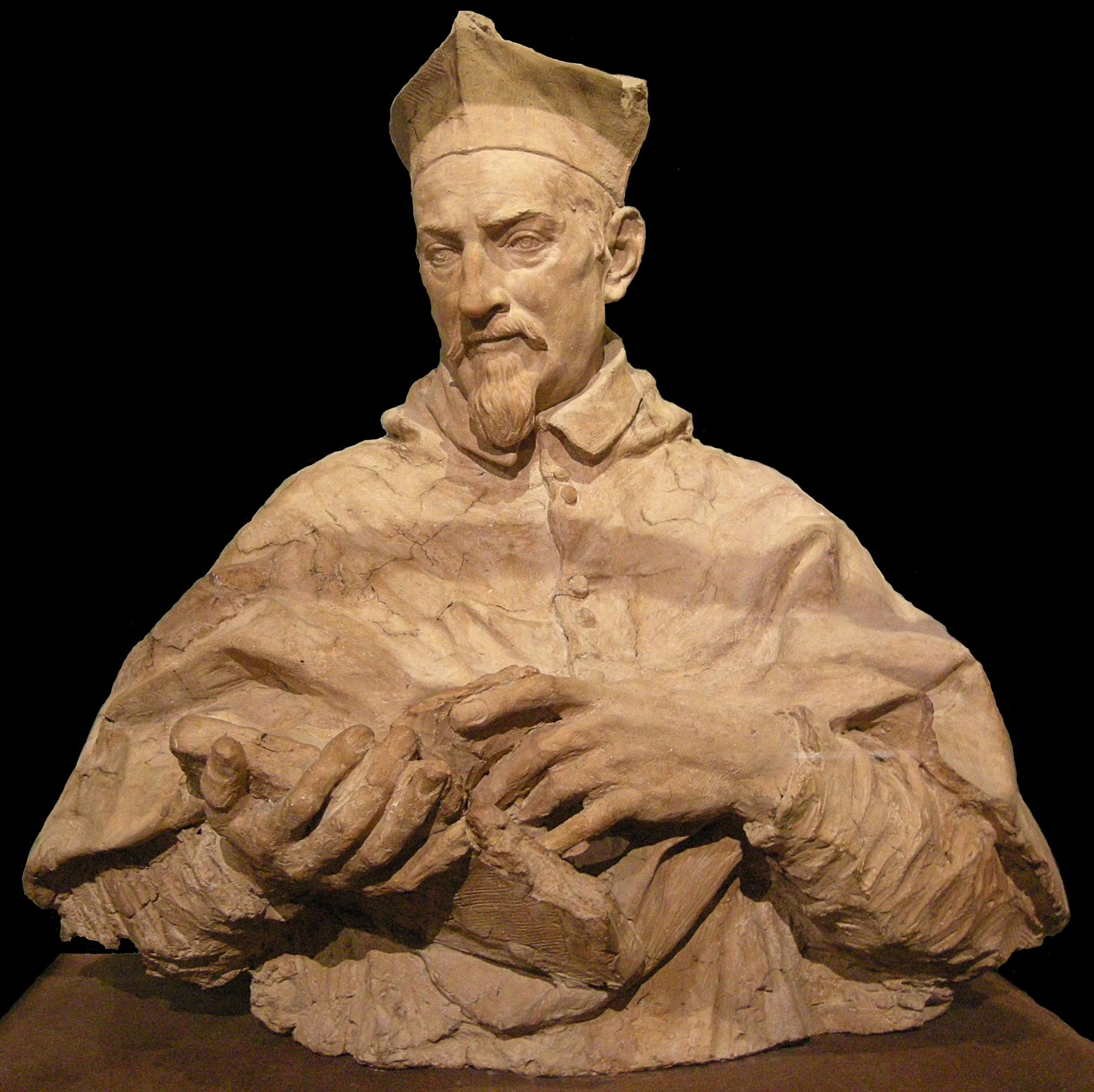
Büste des Paolo Emilio Kardinal Zacchia von Alessandro Algardi, ca. 1650

Paolo Emilio Zacchia (* 1554 in Castello di Vezzano; † 31. Mai 1605 in Rom) war ein Kardinal der Römischen Kirche.

## Leben

Kardinalswappen (modernes Schema)

Er war der Sohn von Gaspare Zacchia und der Veronica de’ Nobili, die Familie stammte aus Genua. Sein Bruder Laudivio Zacchia wurde 1626 Kardinal, sein Neffe Paolo Emilio Rondinini 1643. Ein weiterer Neffe, Gasparo Cecchinelli, wurde Bischof von Montefiascone und Corneto.
Sein Studium absolvierte er an der Universität Pisa, wo er einen Doktor beider Rechte erlangte. In Rom wurde er unter dem Pontifikat von Clemens VIII. Hausprälat Seiner Heiligkeit und Auditor der Apostolischen Signatur. Er war außerordentlicher Nuntius in Spanien, um Philipp II. von Spanien zum Eingreifen zugunsten des Kirchenstaates zu bewegen, als dieser das Herzogtum Ferrara von dem als illegitim betrachteten Herrscher Cesare d’Este beanspruchte; Zacchia beendete seine diplomatische Mission erfolgreich.
Im Konsistorium vom 3. März 1599 erhob Clemens VIII. ihn zum Kardinal. Zum Kardinalpriester ernannt, erhielt Zacchia am 17. März desselben Jahres den Kardinalshut und die Titelkirche San Marcello.
Am 14. Mai 1601 wurde Kardinal Zacchia zum Bischof von Montefiascone und Corneto ernannt. Die Bischofsweihe spendete ihm am 27. Mai desselben Jahres Papst Clemens VIII. persönlich; Mitkonsekratoren waren die Kardinäle Camillo Borghese und Domenico Toschi, Bischof von Tivoli.
Kardinal Zacchia nahm am Konklave vom März 1605 teil, aus dem Leo XI. als Papst hervorging. Auch beim Konklave zweiten Konklave 1605 war er anwesend, konnte aber nicht mehr persönlich an der Wahl Pauls V. teilnehmen, da er bettlägerig war.
Er starb zwei Wochen nach dem Konklave und wurde in der Kirche San Marcello beigesetzt, sein Grabmal ist nicht erhalten.